# CliqueMusic
CliqueMusic foi um portal dedicado à música popular brasileira, lançado em 18 de maio de 2000 pelos jornalistas Vicente Tardin, Diter Stein e Felipe Vaz.
Com uma equipe de jornalistas especializados liderada por Tárik de Souza, o site rapidamente se tornou uma referência essencial para os amantes da música brasileira, oferecendo uma vasta gama de informações e conteúdos exclusivos.

## História e lançamento
A ideia do Cliquemusic surgiu da necessidade de criar uma plataforma abrangente onde os internautas pudessem se informar em tempo real sobre a música brasileira, além de poderem escutar músicas nacionais. "Resolvemos criar um ambiente em que os internautas pudessem se informar em tempo real e ao mesmo tempo escutar músicas nacionais", contou o editor Silvio Essinger.

## Conteúdo e funcionalidades
O site oferecia uma ampla gama de conteúdos, incluindo noticiário musical, biografias e discografias, entrevistas e ensaios, críticas de lançamentos, CliqueRadio e uma loja virtual. Destacou-se por sua vasta base de dados, que incluia 28 mil clipes de áudio, cinco mil discos cadastrados e 700 biografias, organizados em 37 gêneros musicais. Outro diferencial era a seção de rádios, onde músicas selecionadas pelos criadores do site ou por artistas convidados eram transmitidas em streaming.

## Equipe e parcerias
Originalmente, o site foi comandado pelos críticos Tárik de Souza e Diter Stein, com a colaboração de jornalistas renomados como Carlos Calado (colaborador da Folha de S. Paulo), Silvio Essinger (ex-Jornal do Brasil), Tom Cardoso (ex-O Estado de S. Paulo), Nana Vaz (ex-Folha de S. Paulo) e Rodrigo Faour (ex-Tribuna da Imprensa). Além disso, contava com o auxílio dos pesquisadores Rosa Nepomuceno, Jairo Severiano e José Ramos Tinhorão.
Em agosto de 2001, houve uma alteração na equipe, com Marco Antonio Barbosa assumindo como editor e a participação de jornalistas como Júlio Moura, Mônica Loureiro e Marcus Marçal, entre outros.

## Impacto
Com um investimento inicial de US$ 1 milhão de Marcos Montenegro, diretor do Ibope, e da JCS Business Partners, o site se estabeleceu como o maior portal de música brasileira já construído. Em março de 2002, contava com 2360 artistas cadastrados. A perseverança dos fundadores foi recompensada com o interesse de sites estrangeiros de informação e comércio eletrônico, além de portais brasileiros, demonstrando o impacto significativo do Cliquemusic no cenário musical.